# R Scorpii
R Scorpii är en pulserande variabel av Mira Ceti-typ i stjärnbilden Skorpionen. Stjärnan var den första i Skorpionens stjärnbild som fick en variabelbeteckning.
Stjärnan varierar mellan magnitud +9,8 och 15,9 med en period av 225,2 dygn.

## Fotnoter
1. ↑  Variabelstjärnornas beteckningar börjar med bokstäverna R-Z, därefter A-Q , följt av RR-ZZ och AA-QQ, varefter de börjar betecknas med bokstaven V och ett ordningsnummer, från och med V335.